# 李威廷
李威廷（1999年10月3日—）是臺灣男子籃球運動員，場上主打控球後衛位置，現效力於P. LEAGUE+高雄鋼鐵人。

## 生平
李威廷在國小時最初是練習劍道，之後在劍道教練的建議下改練籃球，從和順國中畢業後經李漢昇介紹跟著陳俊男一同來到泰山高中，李威廷在高二才入選球隊的高中籃球聯賽12人名單。大學進入世新大學時恰巧碰上球隊降至公開男二級，大四時場均可繳出14.7分、2.7籃板、2助攻、1.5抄截，三分球命中率為35.2%，2022年7月在P. LEAGUE+新人選秀會第二輪被新北國王相中。2022年9月與新北國王完成簽約。2024年8月P. LEAGUE+高雄17直播鋼鐵人宣布與李威廷簽約。

## 刺青
李威廷家中祭拜趙子龍，於是在左肩刺了趙子龍，而李威廷的生肖屬兔則在右肩刺上兔子，左手臂刺了沙漏提醒時間稍縱即逝，母親在2020年生日當天逝世，李威廷為了悼念母親將母親的星座（獅子座）刺在右手臂。

## 外部連結
- 李威廷的Instagram帳戶
- 李威廷在P. LEAGUE+官網
- 李威廷在Eurobasket.com（球員）（英语）
- 李威廷在Flashscore（英语）